# Munhumutapaimperiet
Munhumutapaimperiet (også Mutapa-imperiet, Mwene Mutapa og (portugisisk) Monomotapa; eller Store Zimbabwe-riget) var et historisk kongedømme der eksisterede fra ca. 1250–1629) som omfattede området mellem Zambezifloden og Limpopofloden i det sydlige Afrika, et område som i dag ligger i Zimbabwe og Mozambique. Kongedømmet er bedst kendt for hovedstaden Great Zimbabwe.
20°18′23″S 30°54′3″Ø / 20.30639°S 30.90083°Ø